# Championnat d'Aruba de football 2016-2017
Navigation
Saison précédente Saison suivante
La saison 2016-2017 du Championnat d'Aruba de football est la trente-et-unième édition de la Division di Honor, le championnat de première division à Aruba. Les dix meilleures équipes de l'île sont regroupées au sein d’une poule unique où elles s’affrontent au cours de plusieurs phases, avec des qualifications successives, jusqu'à la finale nationale. En fin de saison, le dernier du classement est relégué tandis que les 8e et 9e doivent prendre part à une poule de promotion-relégation.
C'est le SV Deportivo Nacional qui est sacré cette saison après avoir battu le double tenant du titre, le SV Racing Club Aruba en finale. Il s’agit du cinquième titre de champion d'Aruba de l’histoire du club.

## Les clubs participants
- SV Racing Club Aruba
- SV Britannia
- SV Dakota
- SV Deportivo Nacional
- SV Bubali
- SV Independiente Caravel
- River Plate Aruba
- SV Estrella
- SV La Fama
- SV Jong Aruba - Promu de Division Uno

## Compétition
Le barème utilisé pour établir le classement est le suivant :
- Victoire : 3 points
- Match nul : 1 point
- Défaite : 0 point

### Saison régulière
| Rang | Équipe                   | Pts | J  | G  | N | P  | Bp | Bc | Diff |
| ---- | ------------------------ | --- | -- | -- | - | -- | -- | -- | ---- |
| 1    | SV Racing Club ArubaT    | 37  | 16 | 12 | 1 | 3  | 36 | 21 | +15  |
| 2    | SV BritanniaC            | 32  | 16 | 10 | 2 | 4  | 43 | 13 | +30  |
| 3    | SV Dakota                | 28  | 16 | 8  | 4 | 4  | 35 | 23 | +12  |
| 4    | SV Deportivo Nacional    | 27  | 16 | 8  | 3 | 5  | 40 | 28 | +12  |
| 5    | River Plate Aruba        | 21  | 16 | 6  | 3 | 7  | 22 | 27 | -5   |
| 6    | SV Estrella              | 18  | 16 | 4  | 6 | 6  | 33 | 32 | +1   |
| 7    | SV Bubali -1             | 16  | 16 | 4  | 4 | 8  | 29 | 50 | -21  |
| 8    | SV Independiente Caravel | 10  | 16 | 2  | 5 | 9  | 15 | 32 | -17  |
| 9    | SV La Fama               | 10  | 16 | 2  | 4 | 10 | 19 | 46 | -27  |
| 10   | SV Jong ArubaP forfait   | 1   | 9  | 0  | 1 | 8  | 5  | 44 | -39  |

|  | Qualification pour le Calle 4                                                   |
|  | Participation à la poule de promotion-relégation                                |
|  | Relégation en Division Uno                                                      |
|  | T : Tenant du titre C : Vainqueur de la Coupe d'Aruba P : Promu de Division Uno |

- Le SV Jong Aruba déclare forfait à l'issue de la 9e journée.

### Calle 4
| Rang | Équipe                | Pts | J | G | N | P | Bp | Bc | Diff |  | Résultats (▼ dom., ► ext.) | Rac | DNa | Bri | Dak |
| ---- | --------------------- | --- | - | - | - | - | -- | -- | ---- |  | -------------------------- | --- | --- | --- | --- |
| 1    | SV Racing Club ArubaT | 9   | 6 | 3 | 0 | 3 | 5  | 5  | 0    |  | SV Racing Club ArubaT      |     | 0-1 | 1-0 | 1-2 |
| 2    | SV Deportivo Nacional | 8   | 6 | 2 | 2 | 2 | 11 | 8  | +3   |  | SV Deportivo Nacional      | 1-2 |     | 1-2 | 1-1 |
| 3    | SV BritanniaC         | 8   | 6 | 2 | 2 | 2 | 10 | 9  | +1   |  | SV BritanniaC              | 0-1 | 3-3 |     | 4-2 |
| 4    | SV Dakota             | 8   | 6 | 2 | 2 | 2 | 7  | 11 | -4   |  | SV Dakota                  | 1-0 | 0-4 | 1-1 |     |

|  | Qualification pour la finale nationale                |
|  | T : Tenant du titre C : Vainqueur de la Coupe d'Aruba |

### Finale nationale
La finale se joue en deux matchs gagnants, sans tenir compte de la différence de buts.
| Équipe 1             | Résultat | Équipe 2              | Aller | Retour | Appui |
| -------------------- | -------- | --------------------- | ----- | ------ | ----- |
| SV Racing Club Aruba | 1 - 2    | SV Deportivo Nacional | 1 - 3 | 6 - 2  | 1 - 3 |

### Poule de promotion-relégation
Les 8e et 9e de Division di Honor affrontent les 2e et 3e de Division Uno en barrage pour attribuer les deux dernières places en première division la saison prochaine. Chaque club rencontre deux fois tous ses adversaires.